# Plectranthus asirensis
Plectranthus asirensis là một loài thực vật có hoa trong họ Hoa môi. Loài này được J.R.I.Wood miêu tả khoa học đầu tiên năm 1983.